# 디스커버리 프로그램

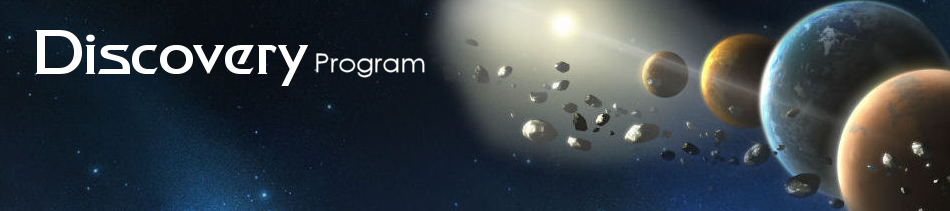
디스커버리 프로그램 웹사이트의 헤더(2016년 1월)

NASA가 진행하고 있는 디스커버리 계획(영어: Discovery Program)은 저비용에 초점을 맞춘 태양계 탐사 임무이다. 이 계획은 1989년 NASA 본부의 태양계 탐사 부문(Solar System Exploration Division)이 착수하였고,  비교적 단기간에 과학적 목적을 가지고 저비용으로 시행할 수 있는 몇몇의 구상들로 이루어져있다. 1996년 2월 프로그램의 첫번째 미션으로 니어 슈메이커가 발사되었다. 같은 해 12월에 발사된 마스 패스파인더는 에어백 사용과 같은 여러 경제적이고 혁신적인 아이디어를 보였다. 역대 우주 탐사 임무 중 익스플로러 프로그램, 보이저 프로그램 다음으로 오래 진행된 임무이기도 하다.